# آندری نوویکوف
آندری نوویکوف (استونیایی: Andrei Novikov؛ زادهٔ ۲۷ مارس ۱۹۸۲)  سیاستمدار و نماینده سابق مجلس اهل استونی است.